# Panavia Tornado
Panavia Tornado je série dvoumístných dvoumotorových bojových letounů s měnitelnou šípovitostí křídla, které byly společně vyvinuty Spojeným královstvím, Německem a Itálií. Existují tři základní verze Tornada, stíhací bombardér Tornado IDS (Interdictor / Strike) ve Velké Británii značené Panavia Tornado GR.1, letoun pro elektronický boj – Tornado ECR (Electronic Combat/ Reconnaissance) a přepadový stíhač Tornado ADV (Air Defence Variant). Cvičné bojové stroje pro nácvik letu při rychlosti M=2 nesly označení Panavia Tornado T.3.
Tornado bylo vyvinuto a vyráběno společností Panavia Aircraft GmbH – trojnárodním konsorciem složené z British Aerospace (dříve British Aircraft Corporation), MBB ze západního Německa a italské Aeritalie. Poprvé vzlétlo 14. srpna 1974 a uvedeno do služby bylo v letech 1979–1980. Díky víceúčelové konstrukci bylo schopné při zavádění do služby nahradit několik různých typů letadel. Saúdské královské letectvo (RSAF) se, vedle tří původních partnerských zemí, stalo jediným exportním zákazníkem letadel Tornado. Výcviková a vyhodnocovací jednotka působící v RAF Cottesmore známá jako Tri-National Tornado Training Establishment, udržuje úroveň mezinárodní spolupráce i mimo výrobní fázi.
Tornado sloužilo u Royal Air Force (RAF), italského letectva a saúdského letectva během války v Zálivu v roce 1991, ve které Tornada provedla mnoho úderných misí v nízkých výškách. Tornáda byla také nasazena v Jugoslávii během bosenské války a války v Kosovu, v Iráku, Libyi během libyjské občanské války, jakož i v menších rolích v Afghánistánu, Jemenu a Sýrii. Celkem bylo vyrobeno 992 letadel všech variant.

## Vývoj

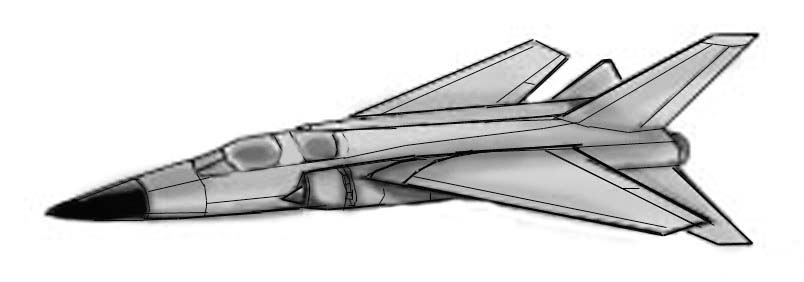
Umělcova představa projektu AFVG – předchůdce Tornada

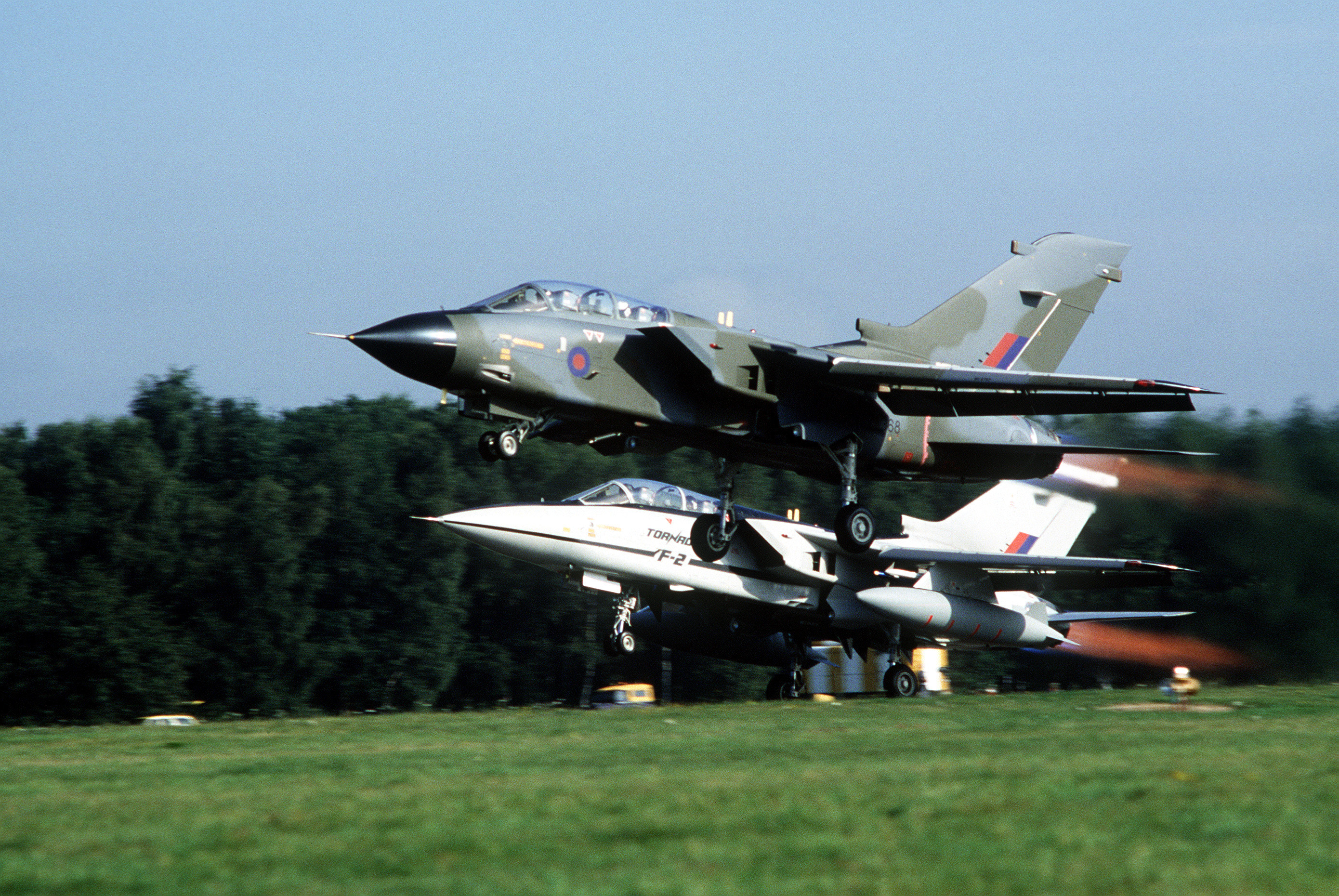
Vzlet letounů Tornado GR.1 a prototypu Tornado F.2 v září 1982

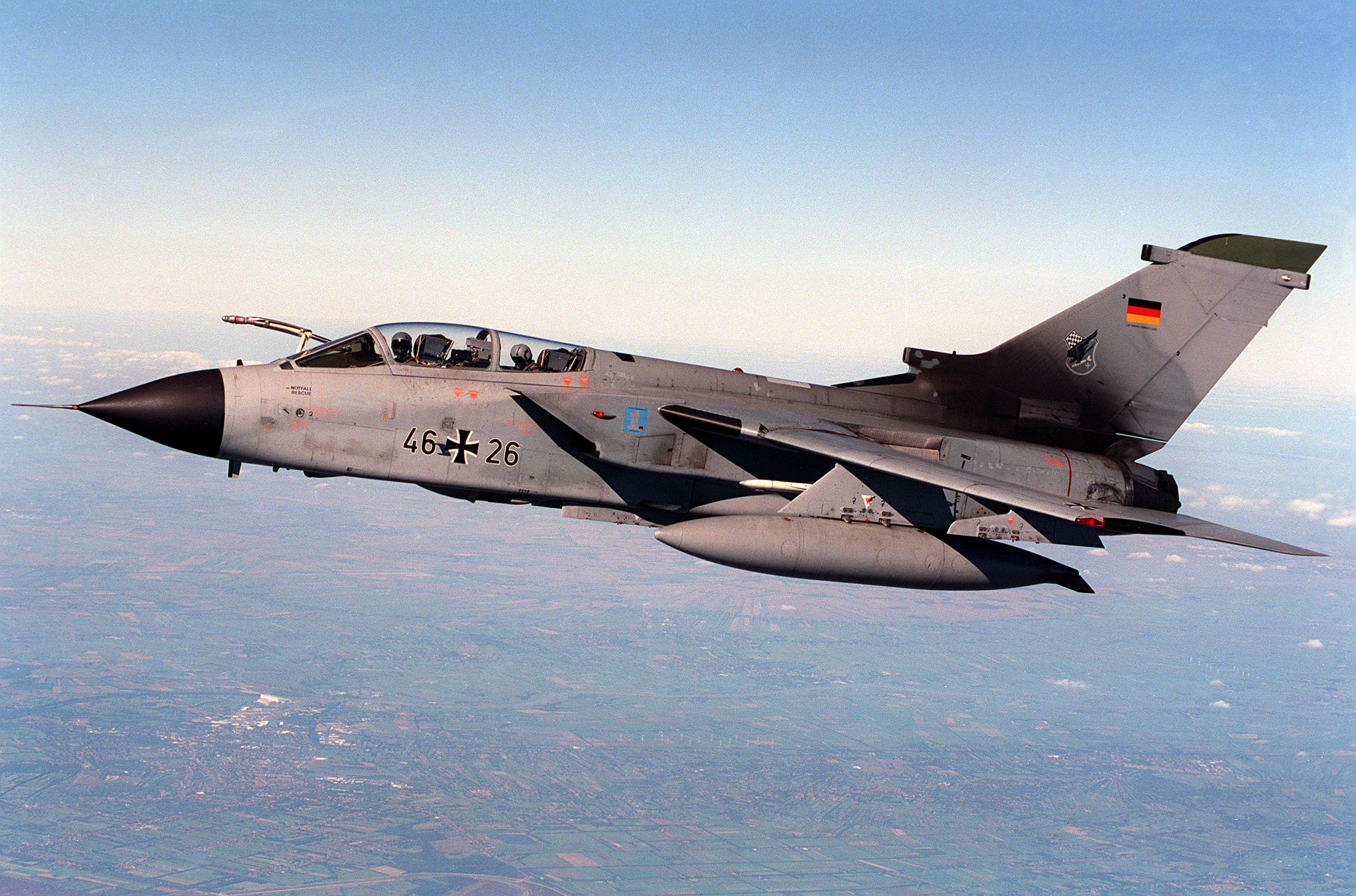
Německé Tornado ECR čeká na tankování paliva za letu, září 1997

Letoun byl vyvinut a postaven firmou Panavia – konsorciem složeného z firem British Aerospace (dříve British Aircraft Corporation), MBB ze Západního Německa a Alenia Aeronautica z Itálie.
První z devíti objednaných prototypů, německý P-01, vzlétl poprvé 14. srpna 1974 poháněný dvojicí turbodmychadlových motorů Turbo-Union RB.199 Mk.103 s tahem po 37,78/64,45 kN. Druhý prototyp MRCA P-02 (XX945) zalétaný 30. října 1974 byl britský a byl určen ke zkouškám výzbroje. Italský prototyp P-05 byl zalétán v prosinci 1975, který však havaroval v důsledku poruchy elektronického systému aktivního řízení (CSAS). Tento systém prodělal složitý vývoj a trpěl častými poruchami, zejména bloku pro ovládání motorů. Do zahájení sériové výroby byl doladěn. Poslední prototyp P-09 byl zalétán v říjnu 1976.
První stíhací bombardovací Tornado IDS bylo zalétáno v červenci 1979 a do plné služby vstoupilo v roce 1982. Sériové letouny měly instalované pohonné jednotky RB-199-34R-04 Mk.101 s tahem po 35,51/66,74 kN. K vybavení patřil mapovací radiolokátor a přístroj pro sledování terénu, laserový dálkoměr a počítač pro systém CSAS. Tornada IDS určená k specializovaným bojovým letům zahrnující námořní bitevní úkoly byly značeny Tornado GR.1B a pro umlčení nepřátelské obrany a průzkum Tornado GR.1A.
Čistě britskou záležitostí se stal vývoj Tornada ADV (Air Defence Variant) v závodech BAe ve Wartonu, označeného Panavia Tornado F.Mk 2 a určeného primárně pro vzdušný boj. Prodloužený trup o 1,36 m umožňoval nést větší zásobu paliva, pravý kanón byl nahrazen výklopným nástavcem pro tankování paliva za letu. Do přídě byl instalován nový střelecký radiolokátor AI.24 Foxhunter společnosti Marconi jako součást automatického systému vyhledávání, vyhodnocování a zaměřování cílů. První F.Mk 2 byl zalétán 27. října 1979.
Provizorní varianta F.Mk 2 byla brzy nahrazena stroji Panavia Tornado F.Mk 3. První ze 152 vyrobených kusů převzalo RAF v roce 1986 a od té doby prošly několika modernizačními etapami. První zahrnovala ovládací prvky soustředěné na plynové a řídící páce (HOTAS), potah z materiálu pohlcujícího radarové vlny (RAM) a výmetnice infračervených klamných cílů. Ve druhé etapě bylo zdokonaleno počítačové a radarové zobrazení a zabudován systém přenosu dat JTIDS. Nakonec prošla modernizací stovka strojů F.Mk 3 v rámci programu Capability Sustainment Programme (CSP). Nová digitální avionika a využití zaměřovače vestavěného v pilotní přilbě umožňují použití řízených střel AIM-120 AMRAAM (Advanced Medium-Range Air-to-Air Missile) a ASRAAM (Advanced Short-Range Air-to-Air Missile). Letouny byly vybaveny novým radarem, schopným současného zaměřování několika pohyblivých cílů a zdokonalenými prostředky vlastní ochrany.
Další modernizací pro zvýšení a sjednocení operační hodnoty Common Operational Value (COV) charakterizovaly úpravy draku, kokpit s novými displeji, kompatibilní s brýlemi pro noční vidění, GPS a radiostanice Have Quick. První stroje CSP/COV byly RAF předány v roce 2000.
V květnu 1998 se součástí výzbroje RAF staly modernizované letouny IDS Panavia Tornado GR.4 s možností používat kontejnery TIALD (Target Imaging And Laser Designation) pro řízení přesně naváděných zbraní, brýlemi pro noční vidění a zdokonalenými prostředky pro vlastní ochranu. V obou kabinách byly instalovány vícefunkční displeje.
Průzkumná verze GR.1A byla obdobně modernizována programem Mid-life Upgrade na verzi GR.4A. První sériové Tornado GR.4 vzlétlo z továrního letiště BAe Systems ve Wartonu 4. dubna 1997. Za jeho řízením byli Graham Wardell a Phil Compton. Hlavním vnějším rozpoznávacím znakem Tornada GR.4 od starší verze GR.Mk 1 je instalace pouzdra termovizního systému FLIR (Forward Looking Infra-Red) GEC 1010 na levé straně pod přídí.

## Konstrukce

### Drak
Aby letadlo dosahovalo požadovaných letových vlastností při nízkých, ale i nadzvukových rychlostech, rozhodli se konstruktéři pro křídla s měnitelnou geometrií. Pilot Panavia Tornado tak může během letu měnit úhel, který svírají křídla s trupem v rozsahu od 25 do 67 stupňů. V poloze, kdy jsou křídla maximálně přitaženy k trupu, dokáže letadlo vyvinout vysoké rychlosti i v nízkých letových hladinách. Nastavení geometrie křídel na 67° je vhodné k dosažení co nejlepšího vztlaku při vzletu a přistávání letadla. V závislosti na tom, jak se mění geometrie křídel, natáčejí se i závěsníky zbraní, aby byly neustále ve směru letu Tornada. Některé varianty letadel Tornado ADV byly vybaveny automatickým nastavováním geometrie křídel, čímž se snížila zátěž pilota.

### Kokpit

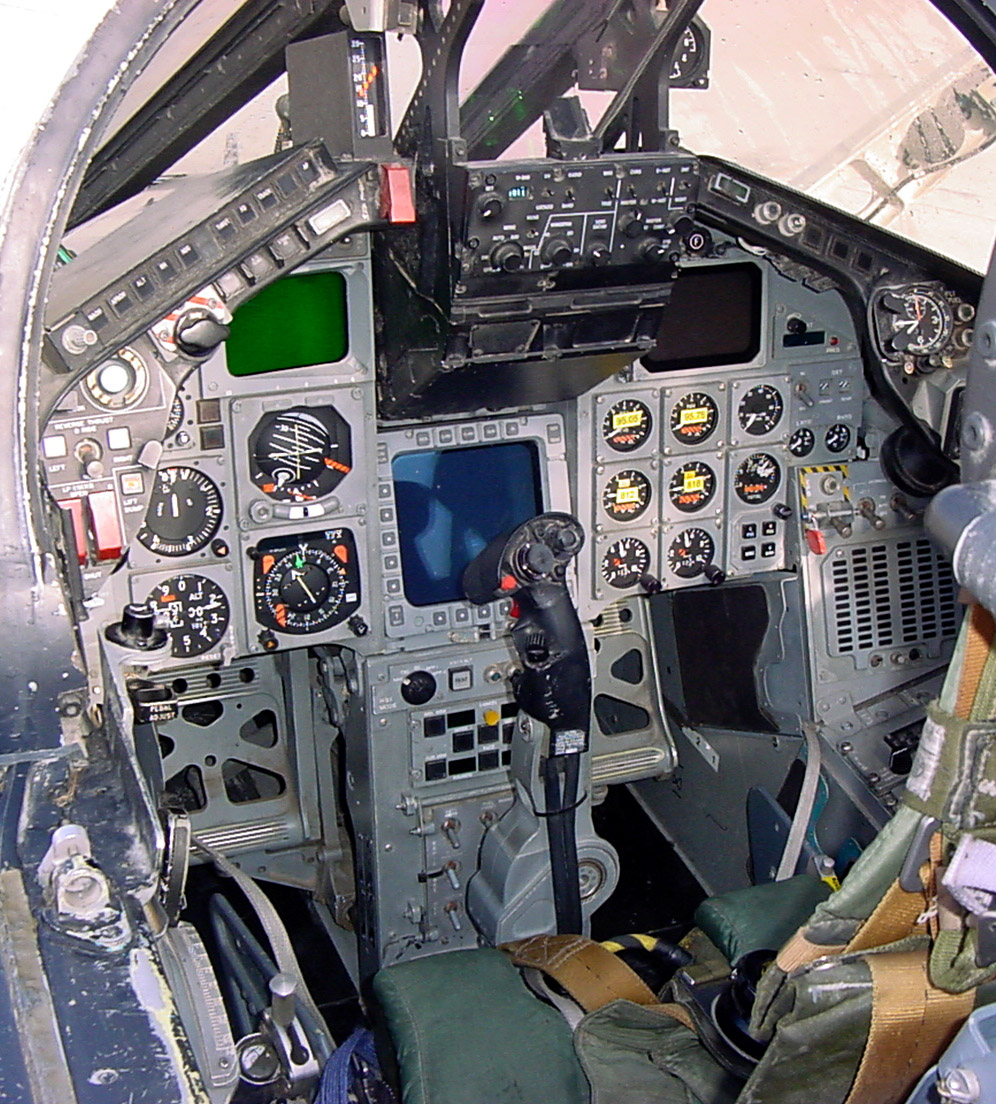
Přední kokpit Tornada GR.4 Royal Air Force

V dvoumístném kokpitu sedí vpředu pilot a za ním se nachází sedadlo navigátora, který se zároveň stará o obsluhu zbraňových systémů.

### Avionika
Tornado bylo na svou dobu vybaveno moderní avionikou, včetně dopplerovského radaru pro kopírování terénu, který umožňoval letadlu rychlý přelet v minimálních výškách 20–50 m nad zemí. Tento radiolokátor plní také bojovou funkci, tj. vyhledání a zaměření cílů. Stíhací verze Tornado ADV má integrovaný radar AI.24 Foxhunter, který je schopen sledovat až 20 cílů na vzdálenost 160 km. Průzkumné Tornado ECR se také liší od ostatních verzí rozdílnou avionikou – má infračervený zobrazovací systém pro průzkumné lety Honeywell nebo ELS systém, schopný zaznamenat nepřátelský radar. Tornada britského letectva jsou vybavena systémem LRMTS, který se skládá z laserového dálkoměru a laserového značkovače. Ten dokáže označit cíl pro laserem naváděnou munici až do vzdálenosti 18–20 km. Výjimku představují jen špatné povětrnostní podmínky, jako je mlha (dosah 5–6 km) nebo déšť (2 km).

## Služba

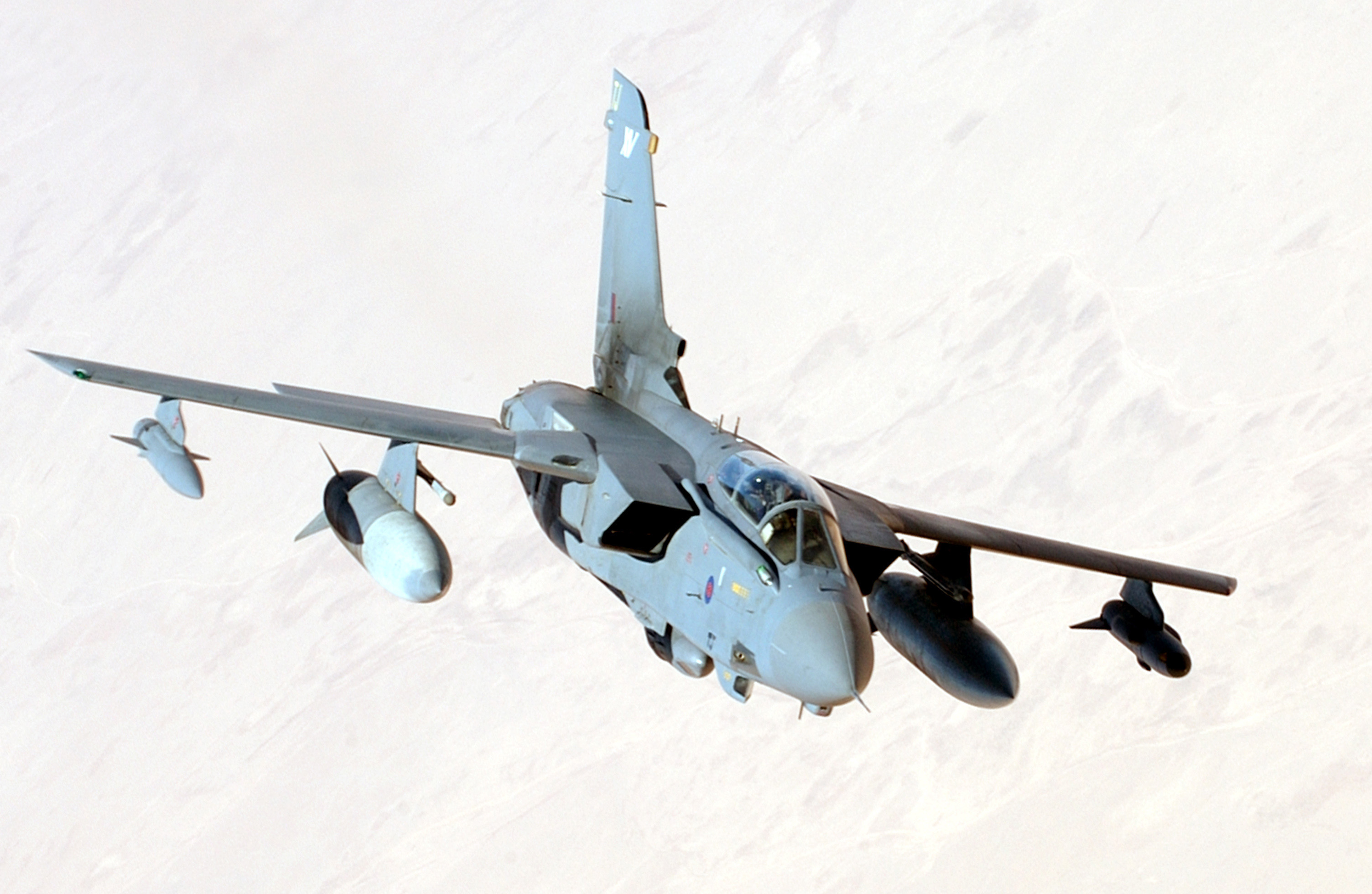
Britské Tornado za letu během operace Irácká svoboda

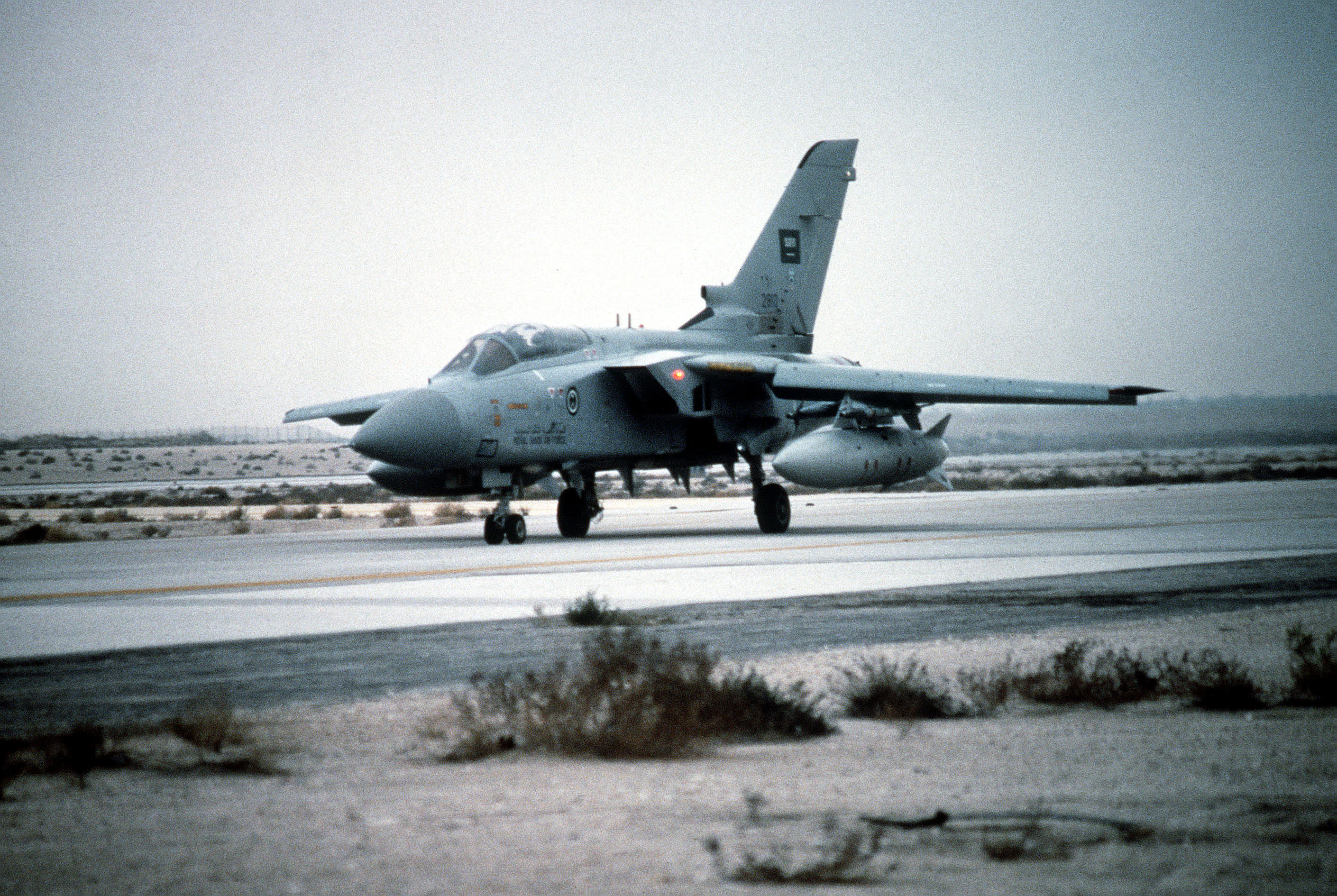
Saúdské Tornado před misí během operace Pouštní bouře, únor 1991

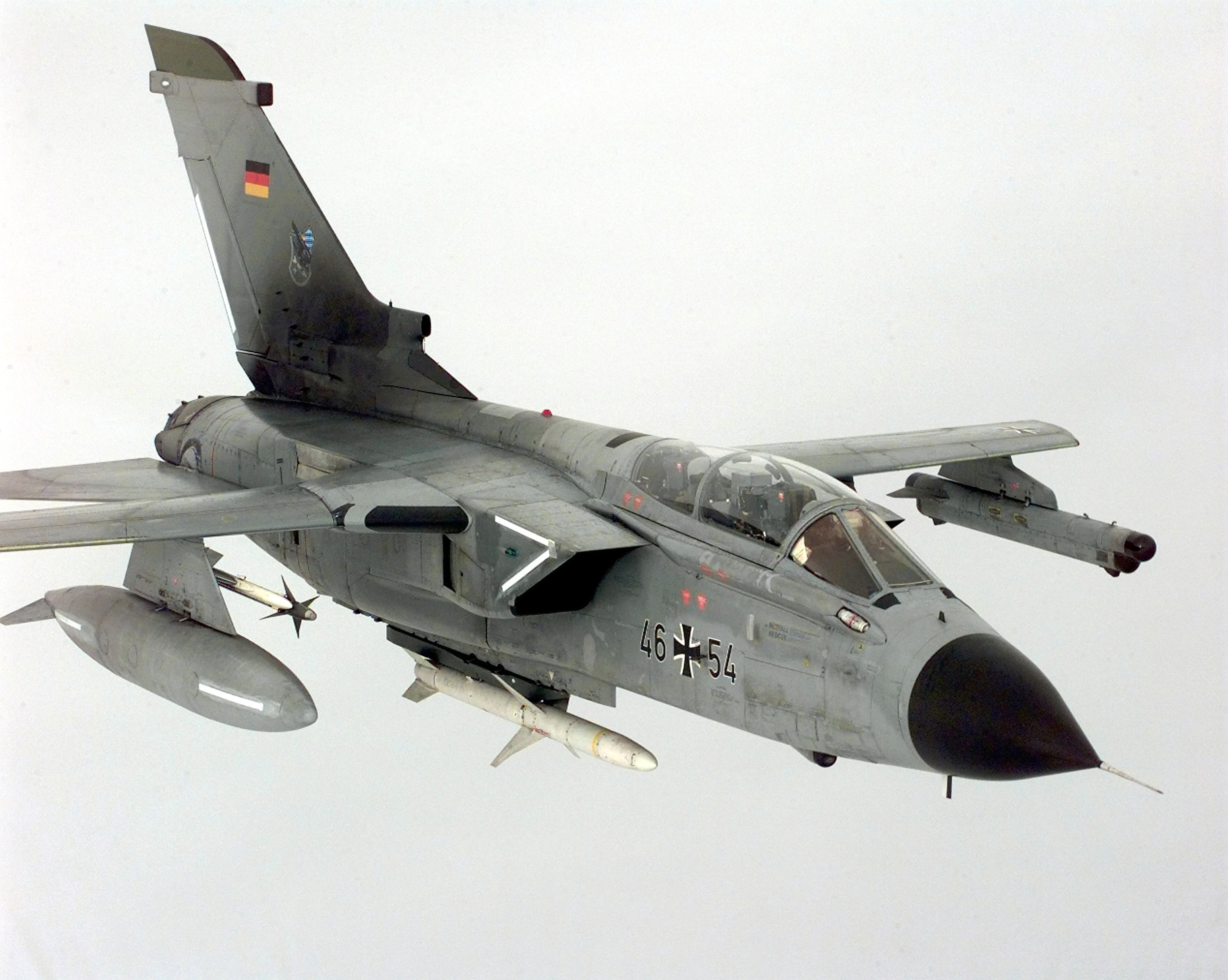
Německé Tornado ECR během operace Spojenecká síla v dubnu 1999

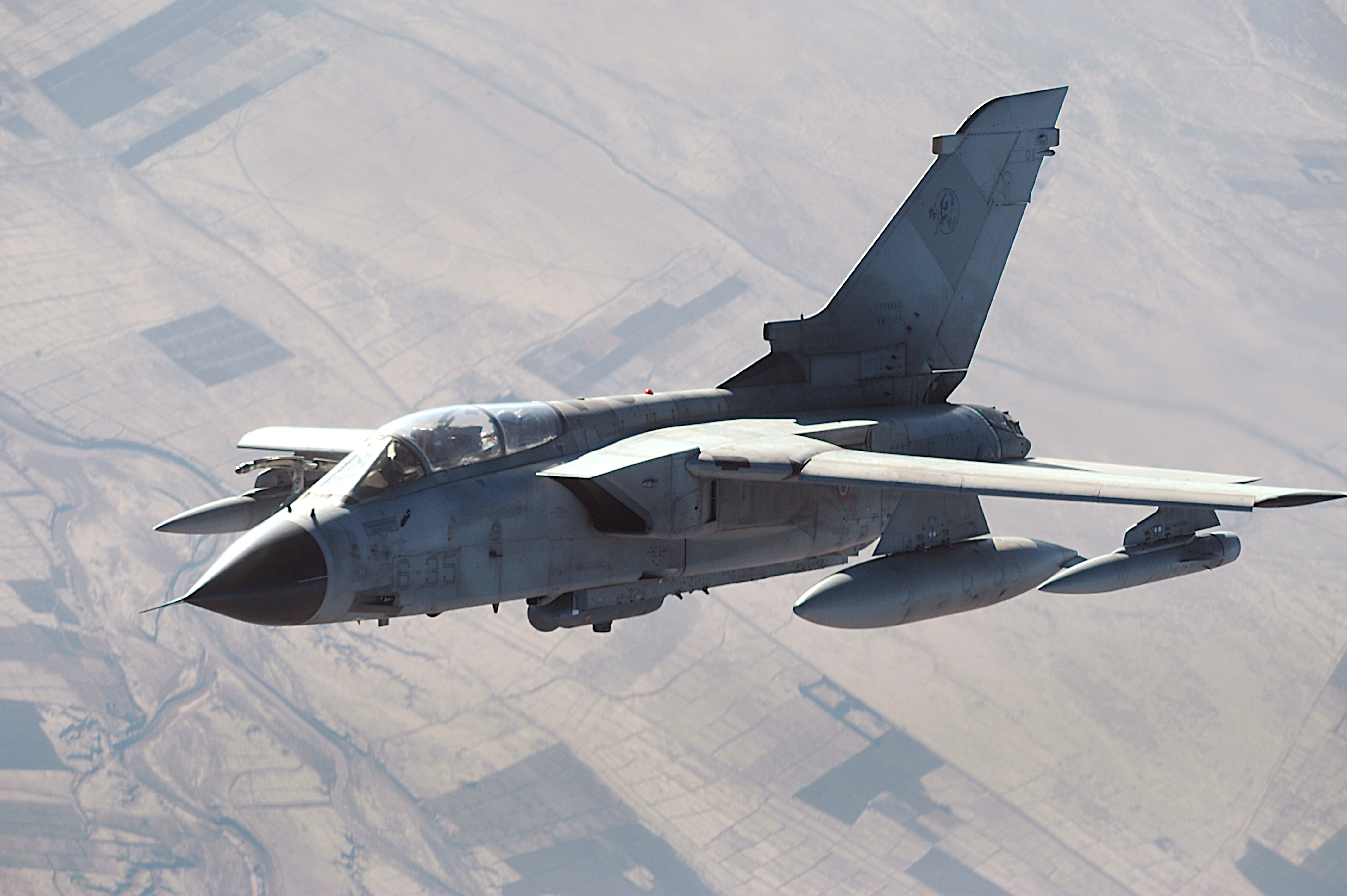
Italské Tornado na Afghánistánem v roce 2008

Pro jednotný výcvik pilotů a operátorů elektroniky letounů Tornado všech tří států, které se účastnily na vývoji a výrobě, bylo na základně RAF v Cottesmore otevřeno v lednu 1981 výcvikové středisko Tri-national Tornado Training Establishment. Původních 15 strojů bylo rozšířeno na 50 letounů. První operační jednotkou se stala 9. peruť RAF, která první letouny převzala 1. června 1982 na základně RAF Honington.
První Tornado F.Mk 2 bylo dodáno k operační přeškolovací jednotce (OCU) č. 229 na základně RAF Coningsby v Linconshiru v listopadu 1984. 
Stroje F.Mk 3 jako první obdržela v květnu 1987 29. peruť RAF v Coningsby. Za plně operační byla uznána koncem listopadu téhož roku. Celkem bylo přezbrojeno sedm perutí a 229. OCU (Operational Conversion Unit), ze které se 1. června 1992 stala 56. záložní peruť.
První Tornada GR.4 byla do řadové služby zavedena v květnu 1998.

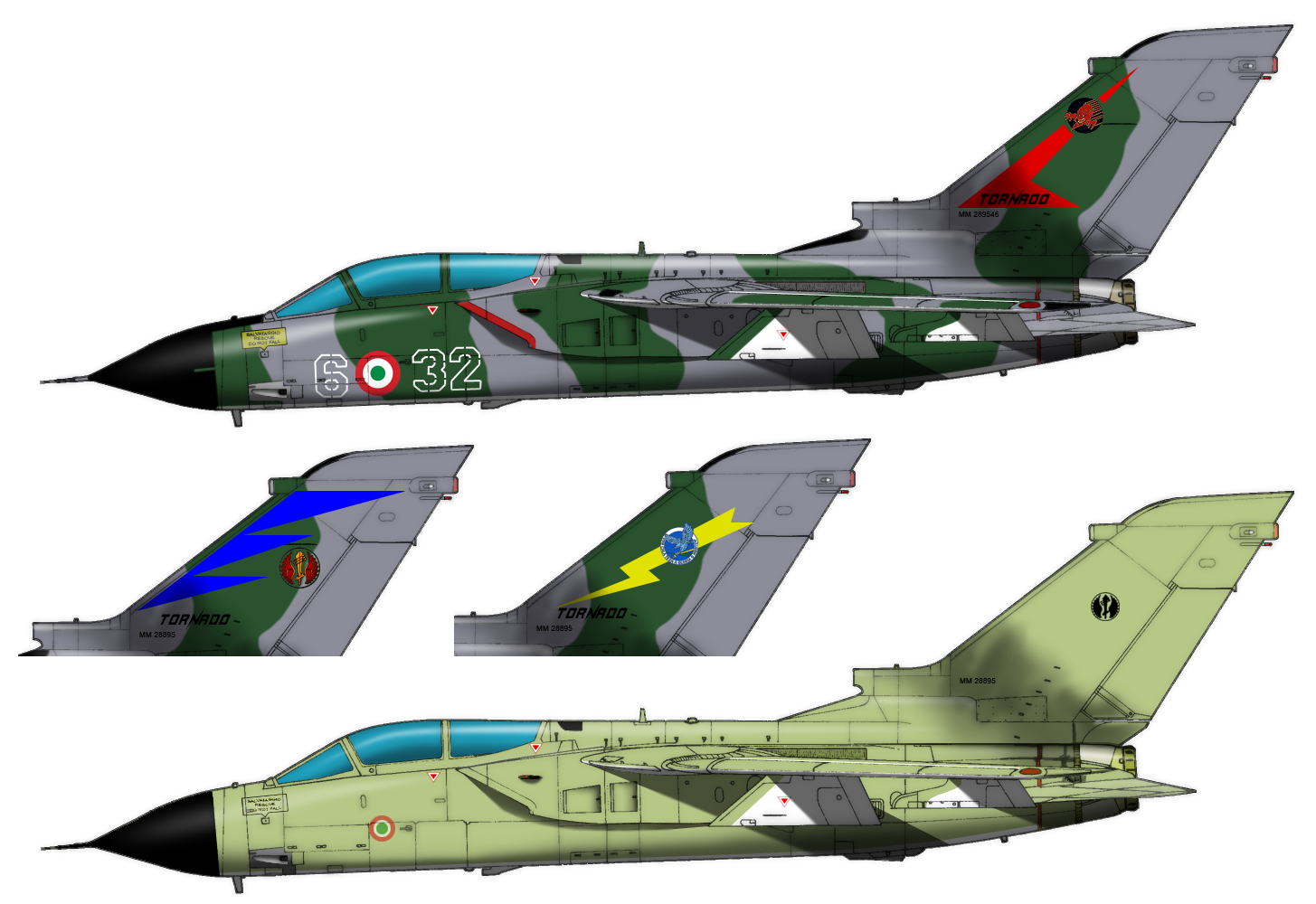
Letouny Panavia Tornado Aeronautica Militare

Italská, britská a saúdskoarabská Tornada si prošla bojovým křtem v roce 1991 ve válce v Zálivu. Itálie nasadila 8 strojů Tornado IDS a během celé operace přišlo jen o 1 letadlo, které bylo sestřeleno iráckou protivzdušnou obranou.
Británie nasadila téměř 60 letadel Tornado GR1 a několik strojů Tornado ADV, které je měly chránit před iráckými stíhačkami. Pomocí kazetových pum JP 233 ničily britská Tornada startovací dráhy a vyřazovala tak irácká letiště z provozu. Útočily i na jiné pozemní cíle a to hlavně laserem naváděnými pumami. Při těchto náletech jim asistovala letadla Blackburn Buccaneer, která laserovým značkovačem ozařovala pro Tornada cíle. Průzkumné verze Tornado GR1A vyhledávaly odpalovací zařízení iráckých raket Scud. Během bojů ztratila RAF celkem 6 letadel Tornado, přičemž jedno z nich bylo sestřeleno systémem Igla.
První nasazení německých letounů Panavia Tornado bylo zároveň prvním vojenským nasazením Luftwaffe od 2. světové války. V roce 1995 v rámci zapojení NATO do války v Bosně a Hercegovině provádělo 15 průzkumných strojů Tornado IDS sumarizaci škod způsobených předchozími nálety, ale také vyhledávaly cíle pro další bombardování. Operace Rozhodná síla, jak bylo nazváno bombardování srbských pozic, se zúčastnila také britská a italská Tornada.
Během operace Spojenecká síla ( byly v roce 1999 nasazeny německé, italské, ale i britské letouny Panavia Tornado.
Německá Tornada ECR dělala doprovod ostatním spojeneckým letadlům. Byla vyzbrojena raketami typu vzduch-země AGM-88 HARM, aby odvrátila potenciální pokusy jugoslávských radarů zaměřit stroje NATO.
Italské letectvo nasadilo v Kosovu celkem 22 letadel Panavia Tornado. Stroje verze IDS podnikaly nálety na pozemní cíle, zatímco Tornada ECR nad bojovou oblastí hlídkovala. Součástí těchto hlídkových misí bylo i aktivní potlačování srbské protivzdušné obrany. Na nepřátelské radary tak italské Tornada vystřelila 115 raket AGM-88 HARM. Mluvčí NATO ke konci operace však uvedl, že z celkem 25 mobilních systémů 2K12 Kub byly zničeny pouze 3 baterie.
Britská RAF se podílela v Kosovu na tisícovce náletů, které uskutečnilo 12 letadel Tornado GR1 spolu s 12 stroji Harrier GR7. K ničení pozemních cílů používaly laserem naváděné pumy Paveway II.
Od června 2007 až do listopadu 2010 bylo 6 německých průzkumných letounů Tornado nasazeno v severním Afghánistánu. Války v Afghánistánu se zúčastnily i italské a britské letouny Tornado IDS, které bombardovaly pozice Talibanu navádění pumami Paveway IV.
V roce 2011 se italská Tornada verze IDS a ECR zúčastnila vojenské intervence v Libyi. Kromě naváděných pum Paveway a JDAM použily asi 30 střel s plochou dráhou letu Storm Shadow. Pumy JDAM a střely Storm Shadow byly italským letectvem použity v boji poprvé.
Britské letouny Panavia Tornado GR4 provedly řadu náletů s použitím přesně naváděných pum Paveway IV. Proti mobilním cílům, jako byly vojenská vozidla Kaddáfího jednotek, použily střely vzduch-země Brimstone.
29. září 2014 zaútočily britské stíhačky Tornado GR4 poprvé na pozice Islámského státu v Iráku. Letadla bombardovala dělostřelecké pozice laserem naváděnými pumami Paveway IV a jedno ozbrojené vozidlo zničily řízenou střelou Brimstone. Letadla Tornado spolu s drony MQ-9 Reaper, které začaly bombardovat pozice ISIL v listopadu 2014, uskutečnily do srpna 2015 celkem 250 náletů. V noci 2. prosince 2015 schválil britský parlament rozšíření náletů královského letectva proti radikálům z Islámského státu i na území Sýrie. Už o několik hodin po tomto usnesení vzlétly 4 letouny Tornado GR4 z britské základny Akrotiri na Kypru a bombardovaly ropné pole Omar ve východní Sýrii, které je pod kontrolou džihádistů. Letadla zasáhla 6 cílů laserem naváděnými pumami Paveway IV a vrátila se bezpečně na základnu.

## Varianty

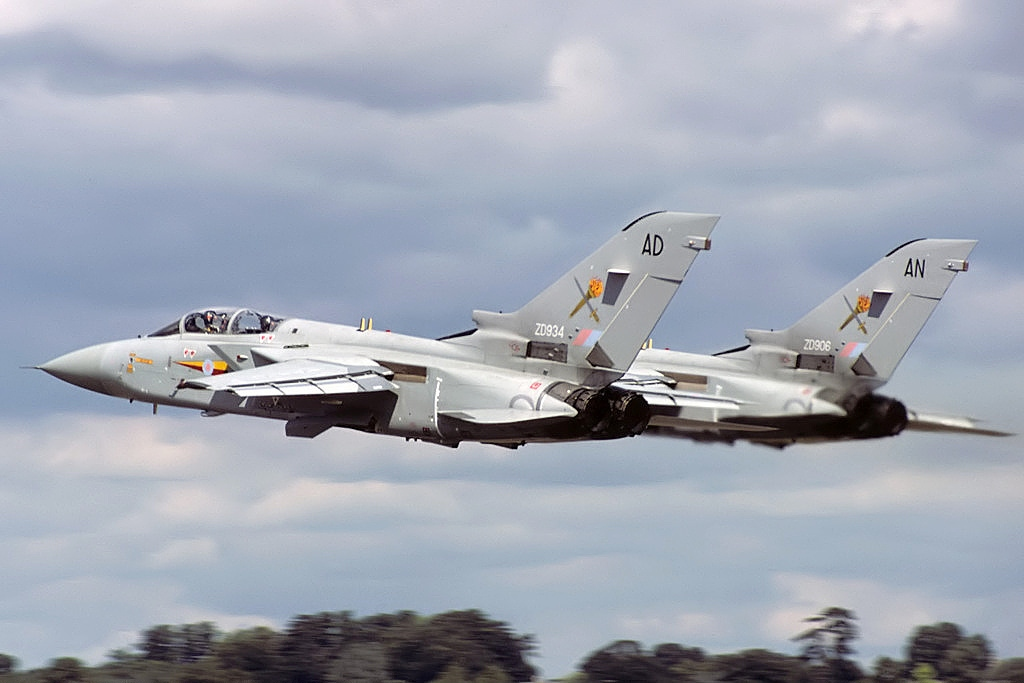
Dvojice letounů Tornado F.2 vzlétá z letiště RAF Fairford v roce 1985

### Tornado IDS
- Tornado GR1 je verze určená k průnikům nepřátelskou obranou v malé výšce a blízkou leteckou podporu. Tato varianta má dva kanóny, umístěné každý na jedné straně trupu.
- Tornado GR1B je verze speciálně určená k boji proti lodím. Pro tento účel je vybavena čtyřmi raketami Sea Eagle.
- Tornado GR4 je modernizací verze GR1, v rámci níž byly integrovány pumy Paveway IV a nový zabezpečený komunikační systém.
- Tornado GR1A/GR4A představují průzkumné varianty letadel Tornado.

### Tornado ECR
Varianta používaná německým a italským letectvem k potlačení protivzdušné obrany nepřítele. Má senzory schopné detekovat radary a je vybavena střelami AGM-88 HARM. Na rozdíl od italských Tornád ECR pohánějí německá letadla výkonnější motory RB199 Mk.105, avšak chybí jim kanón.

### Tornado ADV
Zkratka ADV (air defence variant) označuje stíhací letoun určený k ochraně vzdušného prostoru před strategickými bombardéry.

## Uživatelé

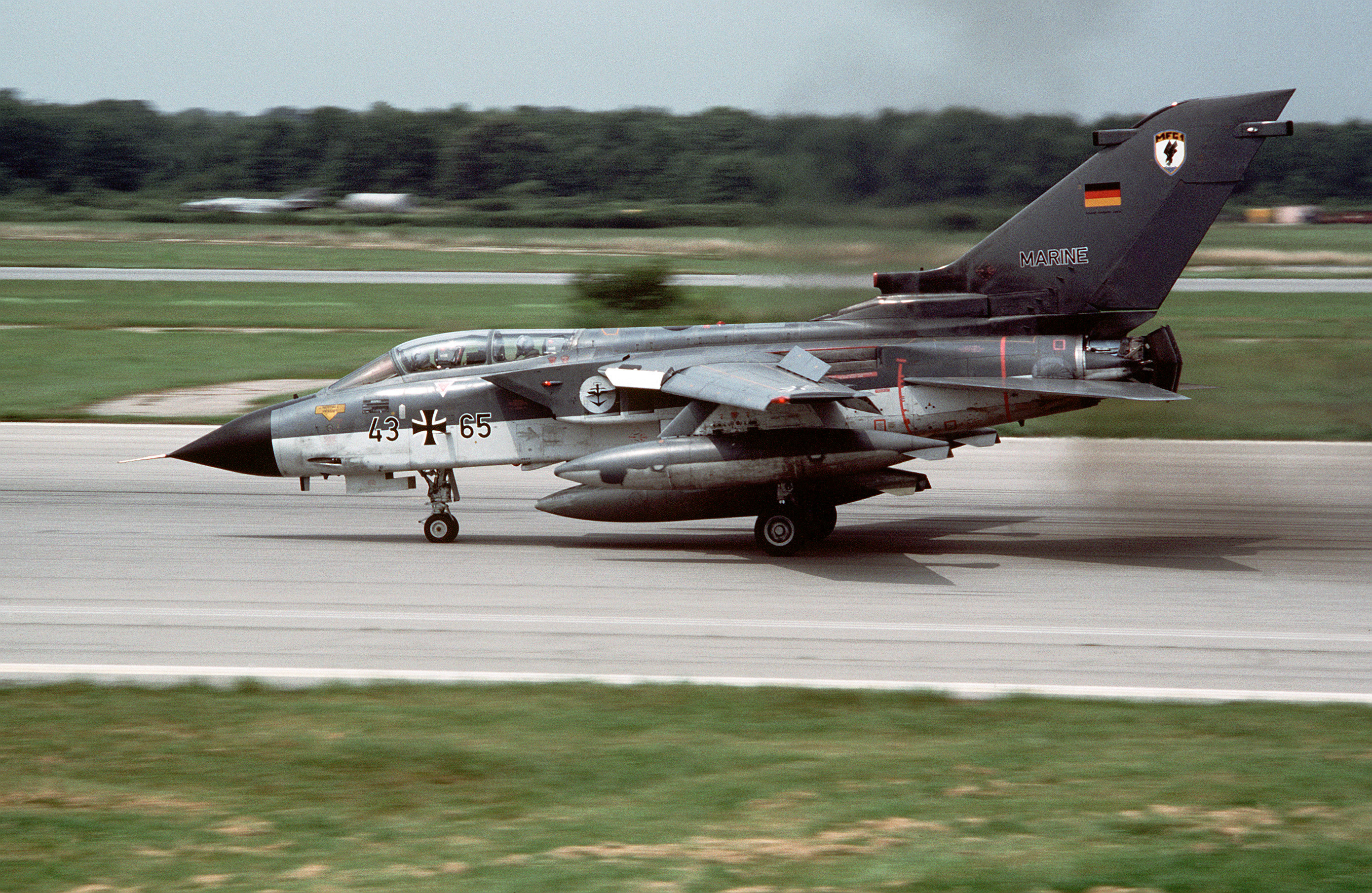
Tornado německého námořnictva přistává na základně RAF Mildenhall v roce 1984

Německo
Luftwaffe: 87 letounů ve verzi IDS a 29 strojů ECR[kdy?][zdroj⁠?!]
Marineflieger: původně 112 letounů, v roce 2005 poslední předány Luftwaffe
 Saúdská Arábie
Saúdské královské letectvo: 80 letadel IDS
 Spojené království
Royal Air Force: 102 strojů ve variantách GR4/GR4A[kdy?][zdroj⁠?!]
 Itálie
Italské letectvo: 52 letadel ve verzi IDS a 16 strojů typu ECR

## Specifikace (Tornado GR.4)
Zdroj:International Warbirds: An Illustrated Guide to World Military Aircraft, 1914–2000, Tornado, Modern Fighting Aircraft

### Technické údaje
- Posádka: 2 (pilot a operátor elektronických a zbraňových systémů)
- Délka: 16,72 m
- Rozpětí:
  - Rozložené: 13,91 m (25°)
  - Složené: 8,60 m (67°)
- Výška: 5,95 m
- Nosná plocha : 26,6 m²
- Hmotnost (prázdný): 13 890 kg
- Maximální vzletová hmotnost: 28 000 kg
- Pohonná jednotka: 2 × dvouproudový motor Turbo-Union RB199-34R Mk 103 s přídavným spalováním
  - Suchý tah: 43,8 kN
  - Tah s forsáží: 76,8 kN

### Výkony
- Maximální rychlost: 2 665 km/h
- Dolet: 1 390 km
- Přeletový dolet: 3 890 km se čtyřmi příd. nádržemi
- Dostup: 15 240 m
- Stoupavost: 76,7 m/s
- Tah/Hmotnost: 0,55

### Výzbroj

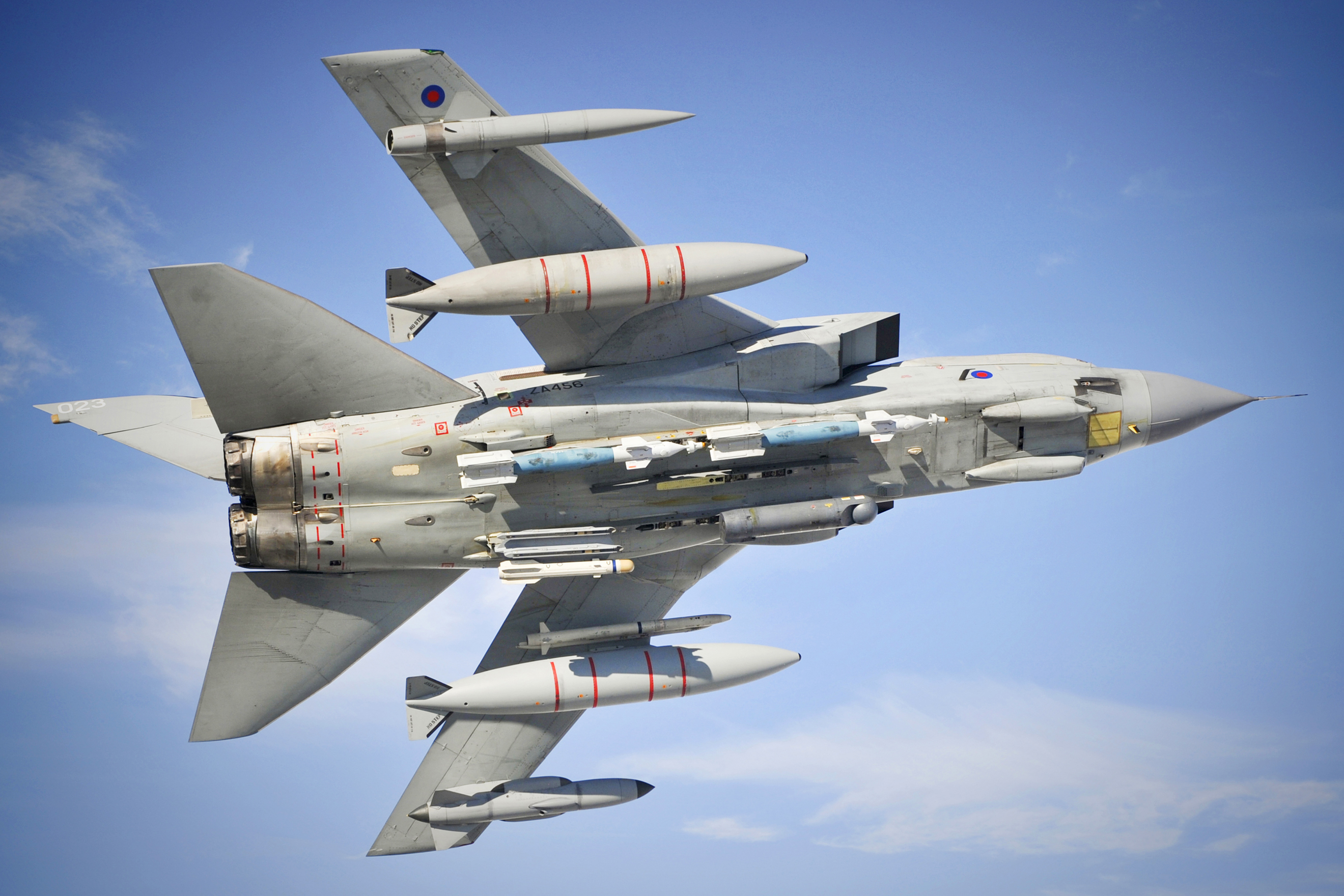
Britské Tornado GR4 s pumami Paveway, Brimstone a kontejnerem Litening

- 1× kanón Mauser BK-27 ráže 27 mm se zásobou munice 180 ks[21]
- 11 externích závěsů (4x pod křídly, 7x pod trupem ) – s nosností do 9 000kg
  - Střely vzduch-vzduch:
    - AIM-132 ASRAAM
    - AIM-9 Sidewinder

  - Střely vzduch-země:
    - 6 × AGM-65 Maverick
    - 12 × Brimstone
    - 2 × Storm Shadow
    - 9 × ALARM

  - Pumy:
    - 3 × Paveway II
    - 2 × Paveway III
    - 5 × Paveway IV
    - BL755

  - Jiné:
    - RAPTOR – kontejner, určený na letecký průzkum
    - LITENING – zaměřovací kontejner na laserem naváděné pumy
    - TIALD – zaměřovací kontejner na laserem naváděné pumy
    - BAE Systems Sky Shadow – kontejner elektronického boje